# Spanische Motorrad-Straßenmeisterschaft 2024
Die FIM-JuniorGP-Saison 2024 ist die 99. in der Geschichte der spanischen Motorrad-Straßenmeisterschaft. Es werden Titel in den Klassen Moto2, Superstock 600, JuniorGP und European Titel Cup vergeben. Im European Talent Cup starten alle Fahrer auf einer Honda NSF250RW.

## Punkteverteilung
Weltmeister wird derjenige Fahrer beziehungsweise der Hersteller, der bis zum Saisonende die meisten Punkte in der Weltmeisterschaft angesammelt hat. Bei der Punkteverteilung werden die Platzierungen im Gesamtergebnis des jeweiligen Rennens berücksichtigt. Die fünfzehn erstplatzierten Fahrer jedes Rennens erhalten Punkte nach folgendem Schema:
| Punkteverteilung | Punkteverteilung | Punkteverteilung | Punkteverteilung | Punkteverteilung | Punkteverteilung | Punkteverteilung | Punkteverteilung | Punkteverteilung | Punkteverteilung | Punkteverteilung | Punkteverteilung | Punkteverteilung | Punkteverteilung | Punkteverteilung | Punkteverteilung |
| ---------------- | ---------------- | ---------------- | ---------------- | ---------------- | ---------------- | ---------------- | ---------------- | ---------------- | ---------------- | ---------------- | ---------------- | ---------------- | ---------------- | ---------------- | ---------------- |
| Platz            | 1                | 2                | 3                | 4                | 5                | 6                | 7                | 8                | 9                | 10               | 11               | 12               | 13               | 14               | 15               |
| Punkte           | 25               | 20               | 16               | 13               | 11               | 10               | 9                | 8                | 7                | 6                | 5                | 4                | 3                | 2                | 1                |

In die Wertung kommen alle erzielten Resultate.

## Moto2-Europameisterschaft

### Rennergebnisse
| # | Datum  | Strecke          | Pole-Position  | Erster         | Zweiter        | Dritter           | Schn. Rennrunde | Gesamtführender |
| - | ------ | ---------------- | -------------- | -------------- | -------------- | ----------------- | --------------- | --------------- |
| 1 | 21.04. | Misano Adriatico | Alberto Surra  | Alberto Surra  | Roberto García | Alberto Ferrández | Roberto García  | Alberto Surra   |
| 2 | 05.05. | Estoril          | Mattia Casadei | Mattia Casadei | Jorge Navarro  | Taiga Hada        | Jorge Navarro   | Mattia Casadei  |
| 2 | 05.05. | Estoril          | Mattia Casadei | Roberto García | Mattia Casadei | Alberto Ferrández | Roberto García  | Mattia Casadei  |
| 3 | 19.05. | Barcelona        | Jorge Navarro  | Dani Muñoz     | Jorge Navarro  | Roberto García    | Roberto García  | Roberto García  |
| 3 | 19.05. | Barcelona        | Jorge Navarro  | Dani Muñoz     | Jorge Navarro  | Unai Orradre      | Eric Fernández  | Mattia Casadei  |
| 4 | 23.06. | Portimão         |                | Roberto García | Alberto Surra  | Alberto Ferrández | Alberto Surra   | Roberto García  |
| 4 | 23.06. | Portimão         | Roberto García | Alberto Surra  | Unai Orradre   | Roberto García    |                 | Roberto García  |
| 5 | 15.09. | Barcelona        |                |                |                |                   |                 |                 |
| 6 | 13.10. | Alcañiz          |                |                |                |                   |                 |                 |
| 6 | 13.10. | Alcañiz          |                |                |                |                   |                 |                 |
| 7 | 24.11. | Valencia         |                |                |                |                   |                 |                 |

### Fahrerwertung
| Rang | Fahrer                | Motorrad   | MIS | EST | EST | BAR | BAR | POR | POR | JER | ARA | ARA | VAL | Punkte |
| ---- | --------------------- | ---------- | --- | --- | --- | --- | --- | --- | --- | --- | --- | --- | --- | ------ |
| 1    | Roberto García        | Kalex      | 2   | 6   | 1   | 3   | NC  | 1   | 1   |     |     |     |     | 121    |
| 2    | Mattia Casadei        | Boscoscuro | 4   | 1   | 2   | 5   | 4   | 6   | 5   |     |     |     |     | 103    |
| 3    | Alberto Surra         | Boscoscuro | 1   | 4   | DNF | 4   | 5   | 2   | 2   |     |     |     |     | 102    |
| 4    | Jorge Navarro         | Forward    |     | 2   | 8   | 2   | 2   | 9   | 7   |     |     |     |     | 84     |
| 5    | Dani Muñoz            | Kalex      | 7   | 9   | DNF | 1   | 1   | 4   | DNF |     |     |     |     | 79     |
| 6    | Alberto Ferrández     | Boscoscuro | 3   | 7   | 3   | DNF | 8   | 3   | 4   |     |     |     |     | 78     |
| 7    | Unai Orradre          | Kalex      | 6   | 10  | DNF | 8   | 3   | 5   | 3   |     |     |     |     | 67     |
| 8    | Taiga Hada            | Kalex      | 9   | 3   | 4   | 6   | 7   | 12  | 15  |     |     |     |     | 60     |
| 9    | Eric Fernández        | Kalex      | 8   | 8   | 5   | DNF | 6   | 7   | 12  |     |     |     |     | 50     |
| 10   | Johan Gimbert         | Kalex      | 13  | 11  | 9   | 9   | 10  | 10  | 9   |     |     |     |     | 41     |
| 11   | Francesco Mongiardo   | Kalex      | 5   | 12  | 6   | 7   | DNF | DNF | DNF |     |     |     |     | 34     |
| 12   | Mattia Rato           | Kalex      | DNF | 5   | 13  | 11  | 9   | DNF | 14  |     |     |     |     | 28     |
| 13   | Harrison Voight       | Kalex      | 10  | DNF | 7   | DNF | DNF | DNF | 8   |     |     |     |     | 23     |
| 14   | Lorenzo Fellon        | Kalex      | 13  | 11  | 9   | 9   | 10  | NC  | 13  |     |     |     |     | 23     |
| 15   | Kaito Toba            | Kalex      |     | 13  | DNF | DNF | DNF | 8   | 6   |     |     |     |     | 21     |
| 16   | Marco Tapia           | Kalex      | INJ | INJ | INJ | 10  | 11  | DNF | 10  |     |     |     |     | 17     |
| 17   | Mattia Volpi          | Kalex      | DNF | 15  | 12  | DNF | 13  | DNF | 11  |     |     |     |     | 8      |
| 17   | Brett Roberts         | Boscoscuro | 12  |     |     | 13  | DNF | 11  | DNF |     |     |     |     | 7      |
| 18   | Ivo Lopes             | Boscoscuro |     | DNF | 10  |     |     |     |     |     |     |     |     | 6      |
| 20   | Eduardo Montero       | Kalex      | DNF | 17  | 14  | DNF | 14  |     |     |     |     |     |     | 4      |
| 21   | Gianpaolo di Vittorio | Kalex      |     | DNF | 16  | DNF | 16  | 13  | 16  |     |     |     |     | 3      |
| 22   | Max Toth              | Kalex      | DNQ | DNS | DNS | 14  | 15  | DNF | DNS |     |     |     |     | 3      |
| 23   | Jacopo Hosciuc        | Kalex      | 14  | 16  | 15  | DNS | DNS |     |     |     |     |     |     | 3      |
| 24   | Charles Aubrie        | Kalex      | DNQ | DNF | 18  | 16  | 17  | 14  | 17  |     |     |     |     | 2      |
| 25   | Chanon Inta           | Forward    |     | 14  | 17  | DNF | DNF |     |     |     |     |     |     | 2      |
| 26   | Jinlin Li             | Kalex      |     |     |     | 17  | NC  |     |     |     |     |     |     | 0      |
| Rang | Fahrer                | Motorrad   | MIS | EST | EST | BAR | BAR | POR | POR | JER | ARA | ARA | VAL | Punkte |

## JuniorGP

### Rennergebnisse
| # | Datum  | Strecke          | Pole-Position   | Erster       | Zweiter           | Dritter         | Schn. Rennrunde  | Gesamtführender |
| - | ------ | ---------------- | --------------- | ------------ | ----------------- | --------------- | ---------------- | --------------- |
| 1 | 21.04. | Misano Adriatico | Jesús Rios      | Jesús Rios   | Alessandro Morosi | Marcos Uriarte  | Facundo Llambias | Jesús Rios      |
| 1 | 21.04. | Misano Adriatico | Jesús Rios      | Jesús Rios   | Adrián Cruces     | Cormac Buchanan | Jesús Rios       | Jesús Rios      |
| 2 | 05.05. | Estoril          | Cormac Buchanan | Rico Salmela | Marcos Uriarte    | Cormac Buchanan | Casey O’Gorman   | Jesús Rios      |
| 3 | 19.05. | Barcelona        | Adrián Cruces   | Jesús Rios   | Marcos Uriarte    | Adrián Cruces   | Máximo Quiles    | Jesús Rios      |
| 3 | 19.05. | Barcelona        | Adrián Cruces   | Álvaro Carpe | Alessandro Morosi | Marcos Uriarte  | Adrián Cruces    | Marcos Uriarte  |
| 4 | 23.06. | Portimão         | Guido Pini      | Álvaro Carpe | Guido Pini        | Casey O’Gorman  | Adrián Cruces    | Guido Pini      |
| 4 | 23.06. | Portimão         | Guido Pini      | Guido Pini   | Máximo Quiles     | Álvaro Carpe    | Jesús Rios       | Álvaro Carpe    |
| 5 | 15.09. | Barcelona        |                 |              |                   |                 |                  |                 |
| 5 | 15.09. | Barcelona        |                 |              |                   |                 |                  |                 |
| 6 | 13.10. | Alcañiz          |                 |              |                   |                 |                  |                 |
| 7 | 24.11. | Valencia         |                 |              |                   |                 |                  |                 |
| 7 | 24.11. | Valencia         |                 |              |                   |                 |                  |                 |

### Fahrerwertung
| Rang | Fahrer            | Maschine  | MIS | MIS | EST | BAR | BAR | POR | POR | JER | JER | ARA | VAL | VAL | Punkte |
| ---- | ----------------- | --------- | --- | --- | --- | --- | --- | --- | --- | --- | --- | --- | --- | --- | ------ |
| 1    | Álvaro Carpe      | Husqvarna | 6   | DNF | 9   | 9   | 1   | 1   | 3   |     |     |     |     |     | 90     |
| 2    | Jesús Rios        | KTM       | 1   | 1   | 26  | 1   | DNF | 25  | 4   |     |     |     |     |     | 88     |
| 3    | Marcos Uriarte    | CFMoto    | 3   | 6   | 2   | 2   | 3   | NC  | 10  |     |     |     |     |     | 88     |
| 4    | Adrián Cruces     | KTM       | 5   | 2   | 7   | 3   | 6   | 6   | 9   |     |     |     |     |     | 83     |
| 5    | Alessandro Morosi | CFMoto    | 2   | 7   | 4   | 7   | 2   | 11  | DNF |     |     |     |     |     | 71     |
| 6    | Cormac Buchanan   | KTM       | DNF | 3   | 3   | 5   | 5   | 5   | DNF |     |     |     |     |     | 65     |
| 7    | Máximo Quiles     | Honda     | DNF | 9   | 6   | 15  | 4   | 4   | 2   |     |     |     |     |     | 64     |
| 8    | Casey O’Gorman    | Honda     | 4   | 5   | DNF | DNF | 15  | 3   | 6   |     |     |     |     |     | 51     |
| 9    | Guido Pini        | Honda     | DNS | DNS | INJ | INJ | INJ | 2   | 1   |     |     |     |     |     | 45     |
| 10   | Rico Salmela      | Husqvarna | DNF | DNF | 1   | 16  | DNF | DNF | 5   |     |     |     |     |     | 36     |
| 11   | Facundo Llambias  | Honda     | 7   | DNF | 29  | 6   | DNF | 8   | 7   |     |     |     |     |     | 36     |
| 12   | Hakim Danish      | KTM       | 9   | 15  | 15  | 11  | 7   | 9   | 11  |     |     |     |     |     | 35     |
| 13   | Eddie O’Shea      | Honda     | 8   | 4   | 8   | 12  | DNF | DNF | DNS |     |     |     |     |     | 33     |
| 1̯4   | Jakob Rosenthaler | Husqvarna | 10  | DNF | 10  | 4   | DNF | 17  | 8   |     |     |     |     |     | 33     |
| 17   | Danial Shahril    | Honda     | DNF | 10  | 5   | 18  | 13  | DNF | 17  |     |     |     |     |     | 20     |
| 14   | Leo Rammerstorfer | Husqvarna | 12  | 20  | 11  | 13  | 8   |     |     |     |     |     |     |     | 20     |
| 16   | Ruché Moodley     | KTM       | DNF | DNF | 13  | 10  | 9   |     |     |     |     |     |     |     | 15     |
| 17   | Dodó Boggio       | KTM       | 14  | 11  | 25  | 8   | DNF |     |     |     |     |     |     |     | 15     |
| 18   | Marcos Ruda       | KTM       | DNF | 8   | 12  | 14  | DNF |     |     |     |     |     |     |     | 14     |
| 19   | Guillem Planques  | Honda     | 11  | 12  | 14  |     |     |     |     |     |     |     |     |     | 11     |
| 20   | Milan Pawelec     | Husqvarna | 13  | 13  |     | 19  | 12  |     |     |     |     |     |     |     | 10     |
| 21   | Evan Belford      | Honda     | DNQ | DNQ | 27  | 21  | 10  |     |     |     |     |     |     |     | 6      |
| Rang | Fahrer            | Motorrad  | MIS | MIS | EST | BAR | BAR | POR | POR | JER | JER | ARA | VAL | VAL | Punkte |

## European Talent Cup

### Rennergebnisse
| # | Datum  | Strecke          | Pole-Position | Erster          | Zweiter        | Dritter                 | Schn. Rennrunde | Gesamtführender |
| - | ------ | ---------------- | ------------- | --------------- | -------------- | ----------------------- | --------------- | --------------- |
| 1 | 21.04. | Misano Adriatico | Marco Morelli | Giulio Pugliese | Marco Morelli  | David González          | Giulio Pugliese | Giulio Pugliese |
| 1 | 21.04. | Misano Adriatico | Marco Morelli | Marco Morelli   | David González | Leonardo Zanni          | David González  | Marco Morelli   |
| 2 | 05.05. | Estoril          | Carlos Cano   | Carlos Cano     | Marco Morelli  | Fernando Bujosa         | David González  | Marco Morelli   |
| 2 | 05.05. | Estoril          | Carlos Cano   | Carlos Cano     | Jesús Torres   | Valentín Perrone Canton | Seiryu Ikegami  | Carlos Cano     |
| 3 | 19.05. | Barcelona        | Marco Morelli | Marco Morelli   | David González | Giulio Pugliese         | Marco Morelli   | Marco Morelli   |
| 4 | 23.06. | Portimão         |               |                 |                |                         |                 |                 |
| 5 | 15.09. | Barcelona        |               |                 |                |                         |                 |                 |
| 5 | 15.09. | Barcelona        |               |                 |                |                         |                 |                 |
| 6 | 13.10. | Alcañiz          |               |                 |                |                         |                 |                 |
| 6 | 13.10. | Alcañiz          |               |                 |                |                         |                 |                 |
| 7 | 24.11. | Valencia         |               |                 |                |                         |                 |                 |